# سنتيل
السِّنتيل جنس حيوانات بحرية من الرخويات صفيحيات الخياشيم وفصيلة الغلوميات.